# 故買
故買（こばい）は、顧客から買い取りや交換を求められた品物が盗品であることを知りながら、その品物を買い取りまたは交換する行為のことである。窩主買い（けいずかい）ともいう。この行為を行う者のことを故買人（こばいにん）、故買屋、故買商、窩主（）、通屋（）ともいう。
日本においては、刑法第39章で規定される盗品等関与罪（1995年に贓物罪から改正）により、処罰の対象となる。

## 英語の語源
英語では「フェンス」（英: Fence）といわれる。これは、盗品の追跡を防ぐという意味で盗賊が使っていた符牒（シーフズカント）に由来する。ほかには、receiver, mover, moving manとも呼ばれる。

## 著名な故買屋
- ジョナサン・ワイルド